# Abandon (album)
Abandon – szesnasty album studyjny Deep Purple, wydany w 1998 roku. Zawiera nagrany od nowa utwór "Bloodsucker" z albumu Deep Purple in Rock (tutaj przemianowany jako "Bludsucker").
Tytuł albumu to gra słów z "A Band On" – Iana Gillana. To drugi album ze Steve'em Morse'em w składzie i ostatni z Jonem Lordem.
Utwór "Don't Make Me Happy" został pomyłkowo zmontowany w monofonii i nie poprawiono go na oficjalnym wydaniu.
Materiał zarejestrowano w Orlando na Florydzie na przełomie 1997/1998.

## Lista utworów
Wszystkie utwory napisali: Gillan, Glover, Lord, Morse, Paice, z wyjątkiem "Bludsucker": Blackmore, Gillan, Glover, Lord, Paice.
| 1.  | "Any Fule Kno That"   | 4:27  |
|     |                       |       |
| 2.  | "Almost Human"        | 4:49  |
|     |                       |       |
| 3.  | "Don't Make Me Happy" | 4:45  |
|     |                       |       |
| 4.  | "Seventh Heaven"      | 5:29  |
|     |                       |       |
| 5.  | "Watching the Sky"    | 5:57  |
|     |                       |       |
| 6.  | "Fingers to the Bone" | 4:53  |
|     |                       |       |
| 7.  | "Jack Ruby"           | 3:47  |
|     |                       |       |
| 8.  | "She Was"             | 4:17  |
|     |                       |       |
| 9.  | "Whatsername"         | 4:11  |
|     |                       |       |
| 10. | "`69"                 | 5:13  |
|     |                       |       |
| 11. | "Evil Louie"          | 4:50  |
|     |                       |       |
| 12. | "Bludsucker"          | 4:29  |
|     |                       |       |
|     |                       | 57:07 |
|     |                       |       |

## Skład zespołu
- Ian Gillan – śpiew
- Steve Morse – gitara
- Jon Lord – Organy Hammonda, instrumenty klawiszowe
- Roger Glover – gitara basowa
- Ian Paice – perkusja